# Chris Hardwick
Christopher Ryan "Chris" Hardwick (ur. 23 listopada 1971 w Louisville) – amerykański aktor, osobowość telewizyjna, komik, muzyk.

## Życiorys
Urodzony w Louisville w stanie Kentucky, jako syn Billy'ego Hardwicka, byłego profesjonalnego zawodnika gry w kręgle. Dojrzewał w Memphis, lecz uczęszczał do Regis Jesuit High School w Denver oraz na oddział Uniwersytetu Kalifornijskiego w Los Angeles, gdzie studiował filozofię. Absolwentem uczelni został w 1993 roku.

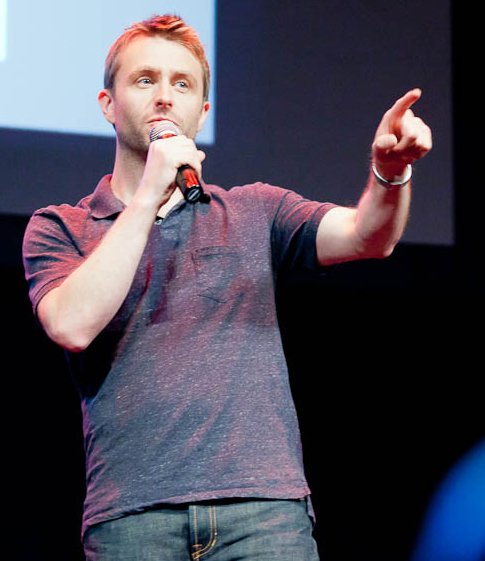
Christopher Ryan, 2011

We wczesnych latach dziewięćdziesiątych pracował jako DJ stacji radiowej KROQ-FM. Wówczas rozpoczął także karierę aktorską. Prócz gościnnych ról w telewizyjnych serialach takich jak Świat według Bundych, pojawił się w filmach Roba Zombie: Dom tysiąca trupów (2003) jako Jerry Goldsmith oraz Halloween II (2009) jako David Newman. Stworzył piosenki do kolejnego projektu Zombie – animacji The Haunted World of El Superbeasto z 2009. Obecnie Hardwick podkłada głos pod postacie małp-ninja w animowanym serialu stacji Cartoon Network Chop Socky Chooks: Kung Fu Kurczaki.
Od końca grudnia 2016 r. prowadzi teleturniej pt. The Wall.